# Missile APV

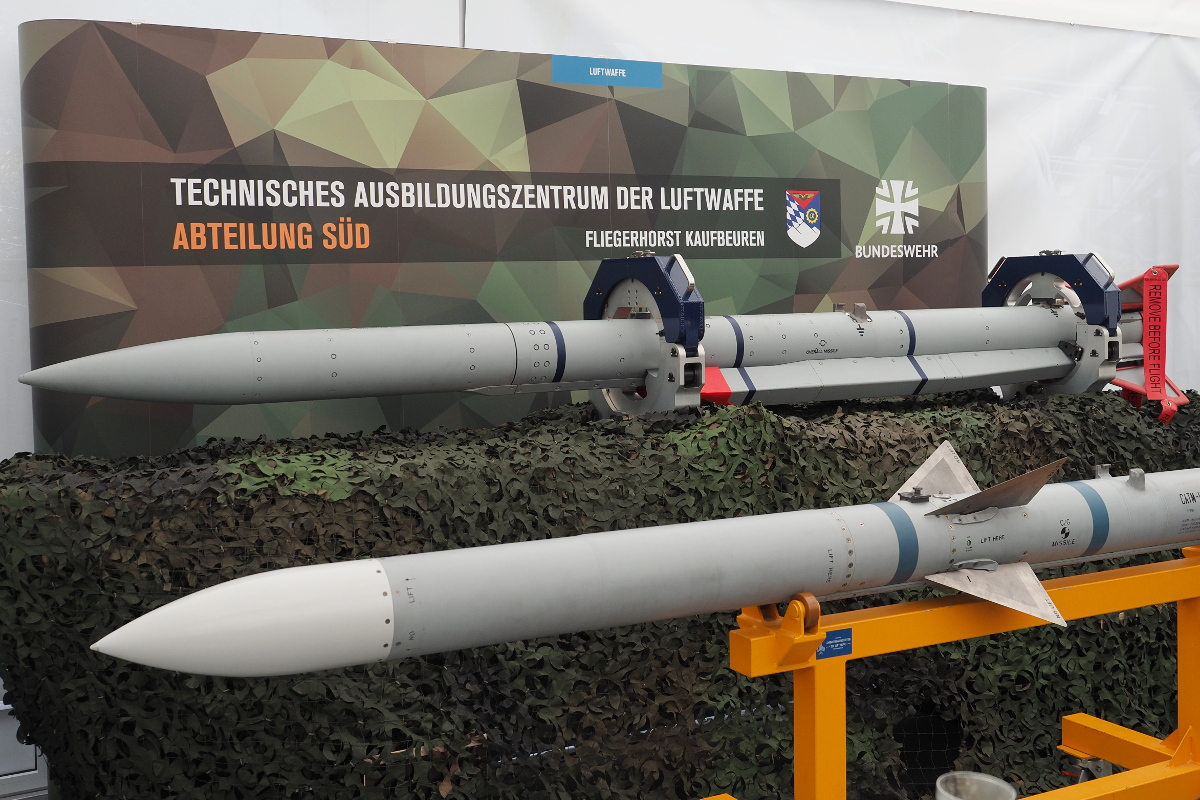
Le MBDA Meteor européen (en haut) et le AIM-120 AMRAAM américain (en bas) sont des exemples de missiles de type APV.

Un missile APV (au-delà de la portée visuelle, en anglais BVR pour Beyond Visual Range), est un missile air-air  capable de s'engager à des portées de 20 milles nautiques (37 km) ou au-delà. Ces missiles sont en général propulsés par des moteurs-fusées à impulsions doubles ou des propulseur d'appoint et par un moteur de soutien de type statoréacteur.
En plus de la variété de portée, le missile doit également être capable de suivre sa cible à cette portée ou d'acquérir la cible en vol. Des systèmes dans lesquels une correction à mi-course est transmise au missile.

## Source de la traduction
- (en) Cet article est partiellement ou en totalité issu de l’article de Wikipédia en anglais intitulé « Beyond-visual-range missile » (voir la liste des auteurs).